# Lotti Mehnert
Lotti Mehnert (geb. Brandt; * 13. März 1936; † 2. Dezember 2016) war eine deutsche Filmeditorin.
Lotti Mehnert war von 1962 bis zur Wiedervereinigung als Schnittmeisterin beim DDR-Filmunternehmen DEFA tätig. In dieser Zeit war sie am Filmschnitt von mehr als 40 Produktionen beteiligt.

## Filmografie (Auswahl)
- 1962: Wenn Du zu mir hältst
- 1963: Geheimarchiv an der Elbe
- 1963: Geheimnis der 17
- 1963: Jetzt und in der Stunde meines Todes
- 1964: Die Suche nach dem wunderbunten Vögelchen
- 1967: Der tapfere Schulschwänzer
- 1967: Geschichten jener Nacht (Episode 3)
- 1972: Die Bilder des Zeugen Schattmann (TV)
- 1972: Das Geheimnis der Anden (TV)
- 1974: Der Leutnant vom Schwanenkietz (TV)
- 1975: Schwester Agnes (TV)
- 1976: Viechereien (TV)
- 1976: Liebesfallen
- 1977: Ernst Schneller (TV)
- 1979: Archiv des Todes (Fernsehserie, 13 Folgen)
- 1979: Nachtspiele
- 1980: Meines Vaters Straßenbahn (Fernseh-Zweiteiler)
- 1983: Pianke (Fernsehfilm)
- 1984: Front ohne Gnade (Fernsehserie, 13 Folgen)
- 1985: Der Doppelgänger
- 1986: Ernst Thälmann (TV)
- 1987: Polizeiruf 110: Die alte Frau im Lehnstuhl (TV)
- 1988: Dschungelzeit
- 1989: Pestalozzis Berg
- 1990: Albert Einstein
- 1991: Der Verdacht